# Huda Zoghbi
Huda Yahya Zoghbi, (nata Huda El-Hibri; arabo:  هدى الهبري الزغبي); (Beirut, 20 giugno 1954), è una genetista e neuroscienziata statunitense di origine libanese e professoressa presso i dipartimenti di genetica molecolare e umana, neuroscienze e neurologia del Baylor College of Medicine. È direttrice del Jan and Dan Duncan Neurological Research Institute e dal 2018 è la curatrice dell'Annual Review of Neuroscience.
Il suo lavoro ha contribuito a chiarire i geni e i meccanismi genetici responsabili di una serie di devastanti disturbi neurologici, come la sindrome di Rett e l'atassia spinocerebellare di tipo 1. Le scoperte di Zoghbi hanno fornito nuovi modi di pensare ad altri disturbi neurologici come la malattia di Parkinson, l'Alzheimer, l'autismo e la disabilità intellettiva, che potrebbero portare a nuove terapie e trattamenti migliori e più efficienti.
Nel 2017 le sono stati conferiti il Canada Gairdner International Award e il Breakthrough Prize in Life Sciences.

## Biografia
Huda Zoghbi è nata a Beirut, Libano il 20 giugno 1954, ed è cresciuta a Beirut. Amava leggere opere di William Shakespeare, Jane Austen e William Wordsworth al liceo e intendeva proseguire gli studi in letteratura all'università. Sua madre la convinse a studiare biologia, sostenendo che "una donna che cresce in Medio Oriente dovrebbe scegliere una carriera che le garantisca indipendenza e sicurezza, mentre può sempre scrivere parallelamente". Zoghbi è stata ammessa come studentessa di scienze biologiche all'American University of Beirut (AUB) nel 1973 ed è entrata nella facoltà di medicina dell'università due anni dopo.
La guerra civile libanese iniziò nel 1976 durante il suo primo anno di medicina. Sebbene lei e i suoi compagni di classe avessero deciso di rimanere all'università, dopo che suo fratello fu ferito da una scheggia, i loro genitori li mandarono a vivere con la sorella ad Austin, in Texas, con l'intenzione di farli tornare l'estate successiva. La guerra, tuttavia, infuriava e Zoghbi aveva l'impressione che i termini scolastici nelle scuole di medicina americane iniziassero a ottobre, come nel caso delle scuole libanesi. In ottobre, fu confermato che non era ancora in grado di tornare in Libano a causa della guerra. Dopo non essere stata accettata dalla Vanderbilt University (la Vanderbilt non accettava studenti trasferiti), fu ammessa al Meharry Medical College. Nonostante il suo continuo desiderio di tornare in Libano l'estate successiva, su consiglio dei professori rimase a Meharry e conseguì la laurea in medicina nel 1979, dopodiché entrò al Texas Children's Hospital presso il Baylor College of Medicine come pediatra.
Zoghbi inizialmente intendeva specializzarsi in cardiologia pediatrica perché interessata ai problemi del cuore. Durante il suo tirocinio in neurologia pediatrica, Marvin Fishman, il capo della divisione, la convinse che il cervello era più interessante del cuore. Iniziò quindi un periodo di 3 anni come ricercatrice post-dottorato in neurologia pediatrica dopo aver terminato la sua specializzazione nel 1982.

## Carriera

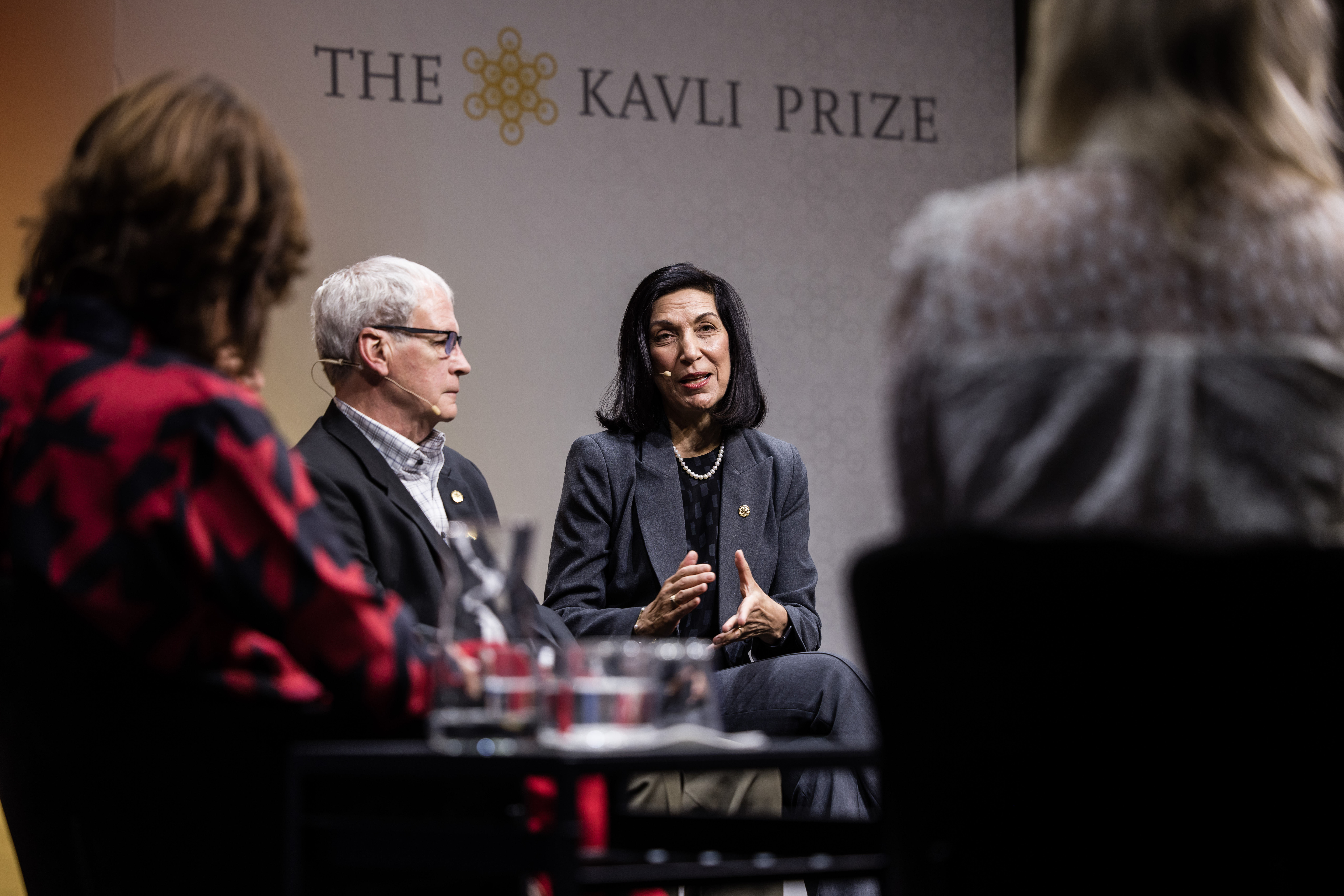
Huda Zoghbi, vincitrice del premio Kavli, intervistata al Munch Museum, Oslo, Norvegia. Foto: Thomas Eckhoff

Dal 1982 al 1985, Zoghbi è stata ricercatrice post-dottorato in neurologia pediatrica presso il Baylor College of Medicine. È diventata professoressa associata presso il Dipartimento di Pediatria del Baylor nel 1988, ed è stata successivamente promossa a professore associato nel 1991 e professoressa nel 1994. In seguito Zoghbi è diventata professoressa presso il Dipartimento di Genetica Molecolare e Umana del Baylor, con incarichi come professoressa presso il Dipartimento di Neuroscienze e il Dipartimento di Pediatria Sezione di Neurologia e Neuroscienze dello Sviluppo, la Ralph Feigin, MD Endowed Chair, direttrice del Texas Children's Hospital Jan and Dan Duncan Neurological Research Institute, membro del Dan L. Duncan Comprehensive Cancer Center del Baylor e ricercatrice presso l'Howard Hughes Medical Institute. È anche membro del consiglio di amministrazione di Regeneron e ha fatto parte della giuria delle scienze della vita per il premio Infosys nel 2014.

## Ricerca
Nel 1983, Zoghbi venne a conoscenza della sindrome di Rett dal resoconto di Bengt Hagberg in Annals of Neurology. Il documento permise a Zoghbi di diagnosticare una bambina di cinque anni che aveva curato al Texas Children's Hospital e una settimana dopo vide un altro paziente con la stessa serie di sintomi. Quando esaminò le cartelle cliniche, trovò altri casi di sindrome di Rett che erano stati diagnosticati erroneamente. Ciò suscitò il suo interesse per la sindrome di Rett, in un periodo in cui non c'erano segnalazioni della malattia negli Stati Uniti.  Un articolo che pubblicò nel 1985  attirò molti pazienti con sindrome di Rett al Texas Children's Hospital, dandole accesso a un gran numero di casi.
Poiché la maggior parte dei pazienti affetti dalla sindrome di Rett erano ragazze e i sintomi erano molto coerenti tra i pazienti, Zoghbi credeva che la genetica fosse coinvolta nel processo della malattia. Ciò la portò a unirsi al gruppo di Arthur Beaudet nel 1985, dopo aver terminato il suo mandato come ricercatrice post-dottorato, per la formazione in genetica e biologia molecolare. Beaudet sconsigliò la sindrome di Rett come suo progetto di ricerca poiché la sua modalità di ereditarietà non era ancora ovvia e raccomandò un problema più accessibile: l'atassia spinocerebellare di tipo 1, un disturbo neurologico ereditario dominante. Nel 1988, Zoghbi lasciò il gruppo di Beaudet e fondò il suo laboratorio al Baylor. Oltre alla sua ricerca sull'atassia spinocerebellare di tipo 1 e sulla sindrome di Rett, Zoghbi ha partecipato a una collaborazione di ricerca congiunta sul disturbo da carenza di CDKL5, finanziata dalla Loulou Foundation, dal Baylor College of Medicine e dal Jan and Dan Duncan Neurological Research Institute (NRI) presso il Texas Children's Hospital.

### Atassia spinocerebellare tipo 1
Dopo aver fondato il suo laboratorio, Zoghbi ha continuato a studiare l'atassia spinocerebellare di tipo 1 (SCA1), in collaborazione con Harry Orr dell'Università del Minnesota.  Lo stesso giorno, l'8 aprile 1993, sia Zoghbi che Orr hanno identificato ATXN1 come il gene responsabile della SCA1. Hanno determinato che la malattia era causata da un'espansione della ripetizione del trinucleotide CAG codificante la glutammina in questo gene e che più giovane era l'età di insorgenza, più lunga era la ripetizione CAG.  Ulteriori lavori di Zoghbi, Orr e dei loro team hanno dimostrato che il ripiegamento errato, l'aggregazione e la degradazione proteasomale del prodotto proteico di questo gene, l'atassina 1, hanno avuto un ruolo nel disturbo.

### Math1
Dopo aver risolto l'eziologia dell'atassia spinocerebellare di tipo 1, Zoghbi ha iniziato a studiare i geni animali correlati all'equilibrio. Mentre Hugo J. Bellen della Baylor descriveva il ruolo del gene atonale nell'equilibrio nei moscerini della frutta, Zoghbi ha scelto di studiare il suo omologo nei mammiferi. Un membro del suo laboratorio ha clonato con successo l'omologo del topo, Math1, nel 1996.  Il suo team ha continuato a scoprire che, oltre al suo coinvolgimento nell'equilibrio e nella coordinazione, Math1 è anche cruciale per l'udito, la formazione di cellule secretorie nell'intestino, e il ritmo respiratorio neonatale e la chemiosensibilità nel cervello adulto regolando lo sviluppo di un gruppo di neuroni del rombencefalo.  Il suo laboratorio ha anche dimostrato che l'attivazione aberrante di Math1 potrebbe portare al medulloblastoma, un comune tumore cerebrale infantile, e che i topi che non esprimevano Math1 non sviluppavano il tumore.

### Sindrome di Rett
Da quando Zoghbi è stata introdotta alla sindrome di Rett all'inizio della sua carriera, ha lavorato sul disturbo insieme ad altre ricerche, nonostante la mancanza di entusiasmo da parte dei suoi colleghi, ricercatori e agenzie di finanziamento. Il motivo principale è che sono pochissimi gli individui e ancora meno le famiglie disponibili per le indagini. Negli anni '90, ha collaborato con Uta Francke della Stanford University per identificare il gene responsabile della sindrome di Rett. Nel 1992, ha ristretto l'obiettivo a una sezione del cromosoma X. Nel 1999, un ricercatore post-dottorato nel laboratorio di Zoghbi ha identificato MECP2 come gene causale. La proteina MECP2 lega la citosina metilata (5-metilcitosina) nei siti CpG ed è indispensabile per quasi tutte le cellule cerebrali. Nel documento, lei e il suo team hanno dimostrato che la sindrome di Rett era un disturbo dominante legato al cromosoma X, il che significa che quando una delle due copie del gene MECP2 è anormale, si verificherà la sindrome di Rett. [12]
Il team di Zoghbi continua a studiare MECP2 e nel 2004 ha scoperto che la sovraespressione della proteina nei topi portava a un disturbo neurologico simile all'autismo. Nel 2009, ha scoperto che i topi carenti del gene Mecp2 (l'omologo del topo del MECP2 umano) avevano livelli più bassi di noradrenalina, dopamina e serotonina,in linea con le sue osservazioni cliniche sui pazienti della sindrome di Rett nel 1985. Recentemente, Zoghbi ha confermato che la proteina MECP2 legava anche la 5-metilcitosina non nei siti CpG, e che il ripristino del livello della proteina MECP2 in un sottoinsieme di neuroni era sufficiente per salvare alcuni sintomi della sindrome di Rett.

### Collegamento tra Ataxin-1 e Alzheimer
Dopo aver collegato il gene Ataxin-1 a SCA1, il laboratorio di Zoghbi è stato contattato dal dott. Jaehong Suh del MassGeneral Institute for Neurodegenerative Disease del Massachusetts General Hospital per indagare la connessione tra il gene ataxin-1 e la malattia di Alzheimer.  Lo studio successivo ha scoperto che la perdita di ataxin-1 aumenta l'espressione di BACE1 e la patologia Aβ nei modelli di topi, rendendolo un potenziale fattore che contribuisce al rischio e alla patogenesi della malattia di Alzheimer.

## Vita privata
Zoghbi incontrò suo marito, William Zoghbi, quando erano studenti di medicina all'American University of Beirut. Nel 1977, continuò i suoi studi di medicina al Meharry Medical College, e William si trasferì al Meharry l'anno successivo. Entrambi ebbero la loro residenza al Baylor College of Medicine dopo la laurea. Si sposarono nel 1980 e hanno 2 figli. William è il capo del Dipartimento di Cardiologia all'Houston Methodist Hospital.

## Premi e riconoscimenti
- 2022 – Kavli Prize in Neuroscience.[34]
- 2020 – Brain Prize[35]
- 2019 – Victor A. McKusick Leadership Award, American Society of Human Genetics[36]
- 2018 – Member of the American Academy of Arts and Sciences[37]
- 2018 – Ross Prize in Molecular Medicine[38]
- 2018 – National Order of the Cedar, Lebanon[39]
- 2017 – Breakthrough Prize in Life Sciences[40]
- 2017 – Canada Gairdner International Award[41]
- 2016 – Jessie Stevenson Kovalenko Medal[42]
- 2016 – Shaw Prize in Life Science and Medicine
- 2015 – Mechthild Esser Nemmers Prize in Medical Science, Northwestern University
- 2015 – Vanderbilt Prize in Biomedical Science, Vanderbilt University School of Medicine
- 2015 – Javits Neuroscience Investigator Award, National Institute of Neurological Disorders and Stroke (NINDS), National Institutes of Health
- 2015 – American Task Force for Lebanon Award
- 2015 – Mortimer Sackler Prize for Distinguished Achievement in Developmental Psychobiology, Weill Cornell Medicine e Columbia University College of Physicians and Surgeons
- 2014 – Honorary Doctor of Medical Sciences, Yale University[43]
- 2014 – March of Dimes Prize in Developmental Biology
- 2014 – Edward M. Scolnick Prize in Neuroscience, McGovern Institute for Brain Research, Massachusetts Institute of Technology[44]
- 2013 – Dickson Prize in Medicine, University of Pittsburgh
- 2013 – Pearl Meister Greengard Prize, Rockefeller University
- 2011 – Gruber Prize in Neuroscience[1]
- 2011 – Vita and Lee Lyman Dewey Tuttle Brookwood Legacy Award for Excellence and Partnership in Medicine, Brookwood Community[45]
- 2009 – International Rett Syndrome Foundation's Circle of Angels Research Award
- 2009 – Vilcek Prize for Biomedical Research, The Vilcek Foundation
- 2009 – Marion Spencer Fay Award, Drexel University College of Medicine[1]
- 2009 – Cathedra Laboris, University of Monterrey[46]
- 2008 – Honorary Doctor of Science, Meharry Medical College
- 2008 – Texas Women's Hall of Fame[1]
- 2007 – Perl-UNC Neuroscience Prize[47]
- 2007 – Lifetime Achievement Award, Massachusetts Institute of Technology Arab Students' Organization Science and Technology[48]
- 2007 – Honorary Doctor of Science, Middlebury College
- 2007 – Robert J. and Claire Pasarow Foundation Award in Neuropsychiatry Research
- 2004 – Member of the National Academy of Sciences
- 2004 – Neuronal Plasticity Prize, Ipsen Foundation
- 2004 – Marta Philipson Award in Pediatrics, Philipson Foundation for Research[1]
- 2002 – Fellow of the American Association for the Advancement of Science
- 2002 – Raymond D. Adams Lectureship, American Neurological Association
- 2001 – Bernard Sachs Award, Society for Pediatric Research
- 2000 – Member of the National Academy of Medicine (formerly the Institute of Medicine)
- 1998 – Sidney Carter Award, American Academy of Neurology
- 1998 – Soriano Lectureship, American Neurological Association
- 1998 – Javits Award, National Institutes of Health
- 1996 – E. Mead Johnson Award, Society of Pediatric Research
- 1995 – Kilby International Award[1]